# Rosasporrüblinge
Die Rosasporrüblinge (Rhodocollybia) sind eine Pilzgattung aus der Familie der Omphalotaceae.
Die Typusart ist der Gefleckte Rübling (Rhodocollybia maculata).

## Merkmale
Die Fruchtkörper sind in Hut und Stiel gegliedert, der Hut trägt auf der Unterseite Lamellen; die Fruchtkörper sind fleischig, elastisch zäh und nicht wie Schwindlinge wieder auflebend, wenn die ausgetrocknet sind. Velum universale und Velum partiale fehlen. Der Hut ist entweder etwas schmierig, fettig oder trocken, glatt, eingewachsen radialfaserig oder etwas uneben. Die Lamellen sind frei bis angeheftet, in letzterem Fall auch mit etwas herablaufendem Zahn. Der Stiel ist faserig. Das frisch ausgesporte Sporenpulver ist creme-rosa, gelbrosa bis blass rosabräunlich, aber nie rein weiß.
Die Sporen sind subglobos, ellipsoid bis länglich, manchmal auch tränenförmig. Sie sind cyanophil und frisch ausgesport inamyloid und nicht dextrinoid, können aber, wenn sie feucht liegen, nachreifen und zeigen dann eine verdickte, dextrinoide Wand. Cheilozystiden treten bei allen Arten auf, sind aber untermischt zwischen den Basidien der Lamellenschneide und sind daher oft unauffällig und können übersehen werden. Die Form der Cheilozystiden ist variabel, von einfach zylindrisch, fusiform, keulig bis hin zu koralliid verzweigt bis irregulär geformt. Pleurozystiden fehlen. Die Huthaut ist eine Cutis oder Ixocutis aus mehr oder weniger zylindrischen Hyphen, die manchmal auch angedeutete koralloide Auswüchse zeigen, meist aber nur zylindrische Form aufweisen. Schnallen treten zahlreich auf, aber nicht in allen Fruchtkörperbereichen gleich häufig.
Der Kreuzungstyp ist tetrapolar.

## Ökologie
Die Rosasporrüblinge leben in der Streuschicht, bilden dabei jedoch eine Ektomykorrhiza mit Bäumen. Nachgewiesen wurde dies beim Butterrübling und durch Kultur und Beimpfung an Pinus pinaster beim Gefleckten Rübling. Trotz der Nachweise der Ektomykorrhizen (inklusive der dafür typischen Ausbildung eines Hartig'schen Netzes) sprechen das C- und N-Isotopenverhältnis sowie ein schnelles Wachstum auf Agarplatten für eine saprobe oder zumindest fakultativ saprobe/ektotrophe Lebensweise.

## Arten
Die Gattung umfasst weltweit etwa 20 Arten, von denen in Europa 8 Arten (mit Varietäten/Formen 10 Taxa) vorkommen.
| Rosasporrüblinge (Rhodocollybia) in Europa |                           |                                                         |
| \| Deutscher Name \| Wissenschaftlicher Name \| Autorenzitat \| \| ---------------------------------------- \| ------------------------- \| ------------------------------------------------------- \| \| Horngrauer Rübling \| Rhodocollybia asema \| (Fries 1818) Bendiksen & Dima 2021 \| \| Butter-Rübling \| Rhodocollybia butyracea \| (Bulliard 1792 : Fries 1821) Lennox 1979 \| \| Fädiger Rübling \| Rhodocollybia filamentosa \| (Velenovský 1920) Antonín 1986 \| \| Durchbohrter oder Sägeblättriger Rübling \| Rhodocollybia fodiens \| (Kalchbrenner 1877) Antonín & Noordeloos 1997 \| \| Kleiner Rübling \| Rhodocollybia giselae \| Neville & Antonín 1998 \| \| \| Rhodocollybia lentinoides \| (Peck 1880) Halling 1997 \| \| Gefleckter Rübling \| Rhodocollybia maculata \| (Albertini & Schweinitz 1805 : Fries 1821) Singer 1939 \| \| Kerbblättriger Rübling \| Rhodocollybia prolixa \| (Hornemann 1818 : Fries 1821) Antonín & Noordeloos 1997 \| |                           |                                                         |
| Deutscher Name | Wissenschaftlicher Name   | Autorenzitat                                            |
| Horngrauer Rübling | Rhodocollybia asema       | (Fries 1818) Bendiksen & Dima 2021                      |
| Butter-Rübling | Rhodocollybia butyracea   | (Bulliard 1792 : Fries 1821) Lennox 1979                |
| Fädiger Rübling | Rhodocollybia filamentosa | (Velenovský 1920) Antonín 1986                          |
| Durchbohrter oder Sägeblättriger Rübling | Rhodocollybia fodiens     | (Kalchbrenner 1877) Antonín & Noordeloos 1997           |
| Kleiner Rübling | Rhodocollybia giselae     | Neville & Antonín 1998                                  |
| | Rhodocollybia lentinoides | (Peck 1880) Halling 1997                                |
| Gefleckter Rübling | Rhodocollybia maculata    | (Albertini & Schweinitz 1805 : Fries 1821) Singer 1939  |
| Kerbblättriger Rübling | Rhodocollybia prolixa     | (Hornemann 1818 : Fries 1821) Antonín & Noordeloos 1997 |

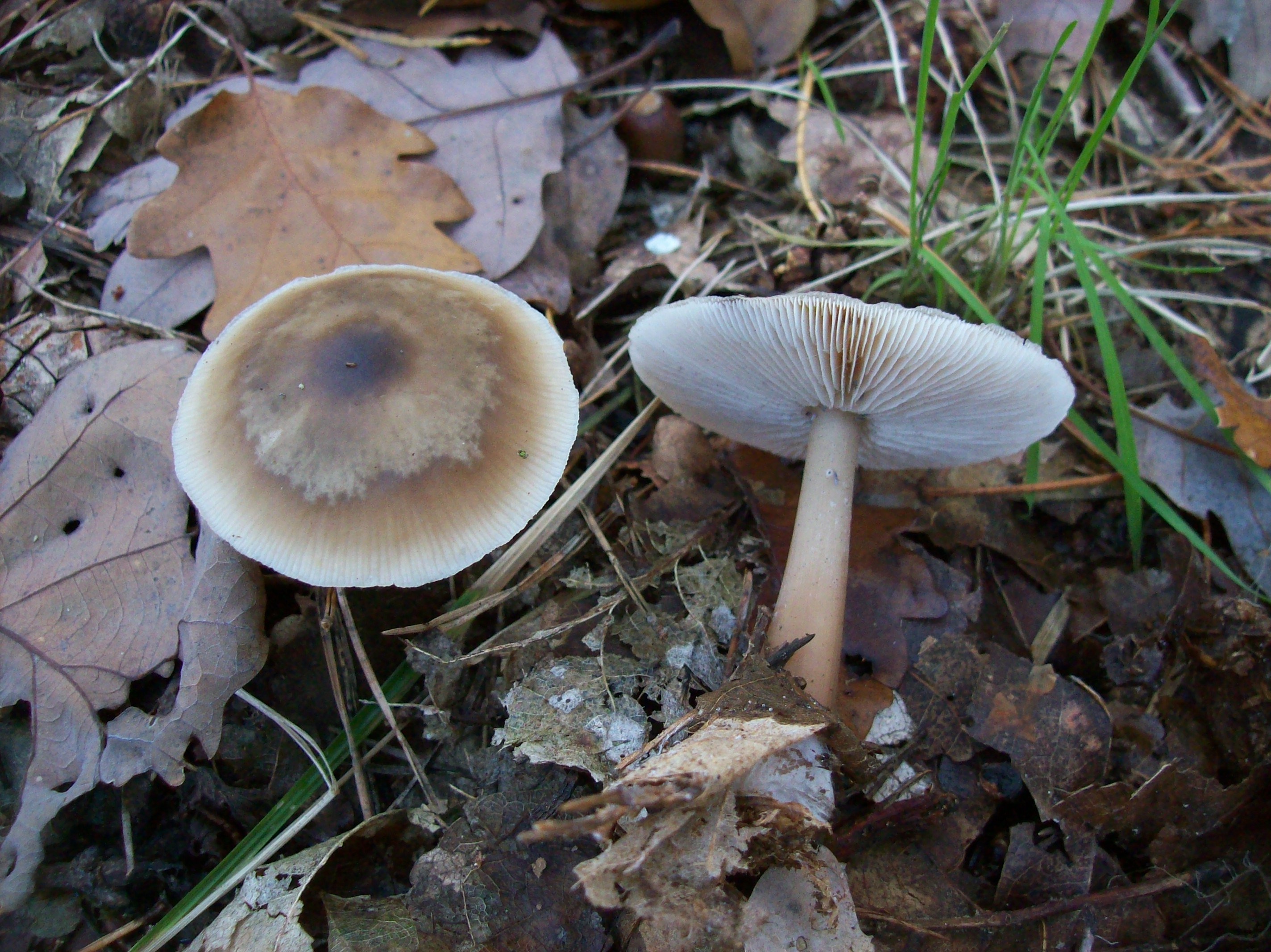
Horngrauer Rübling (Rhodocollybia asema)
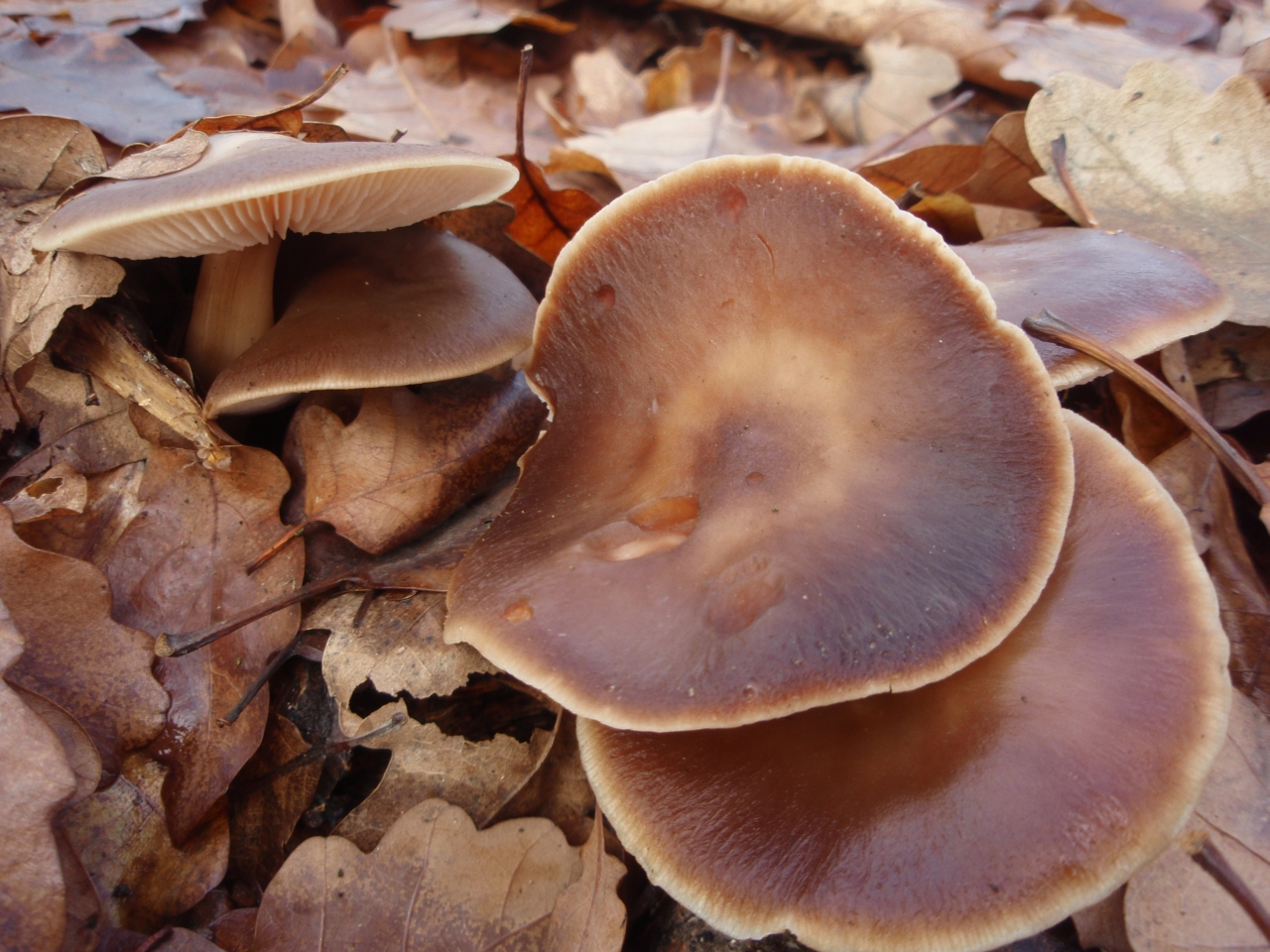
Butter-Rübling (Rhodocollybia butyracea)
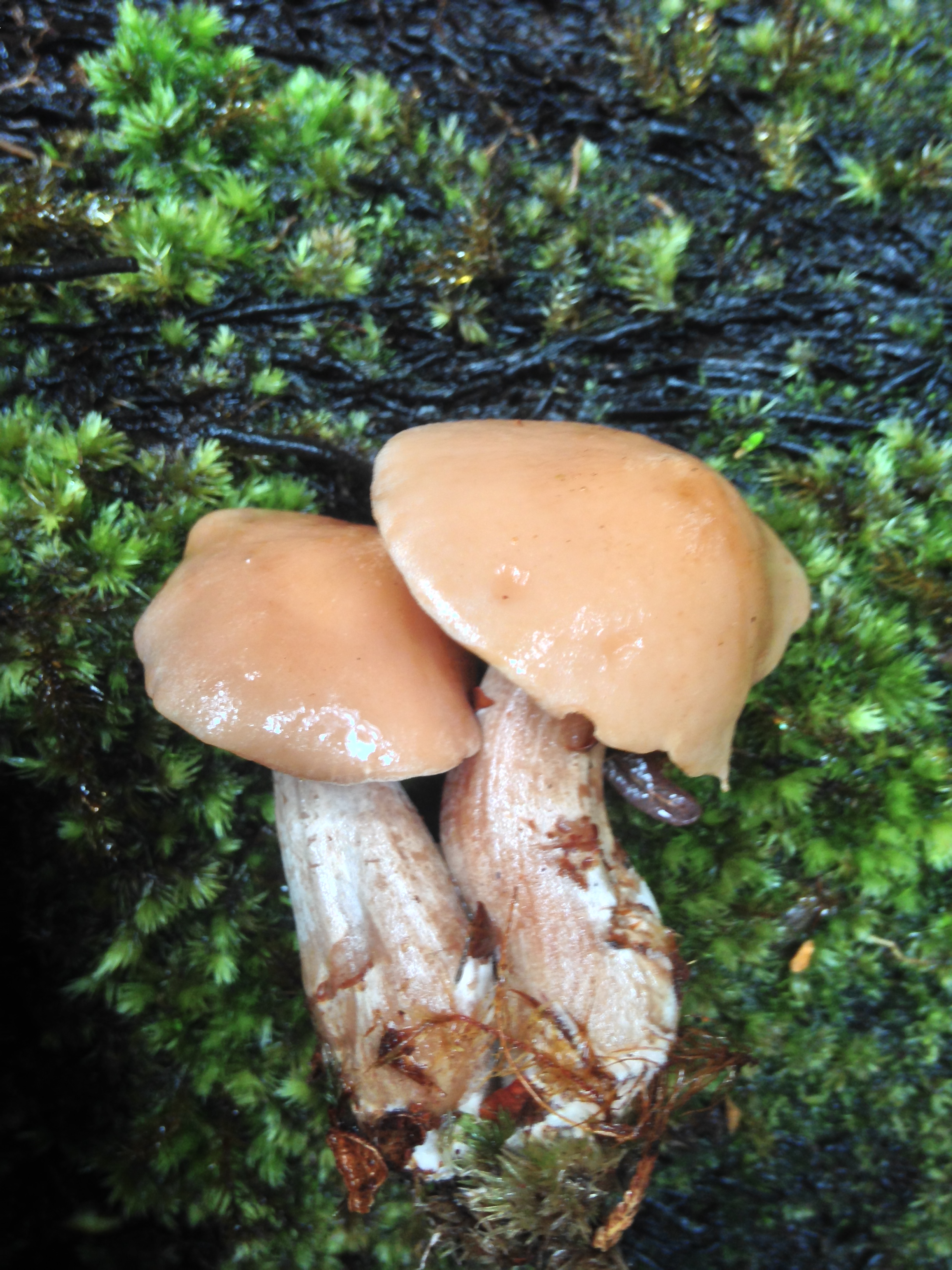
Rhodocollybia laulaha
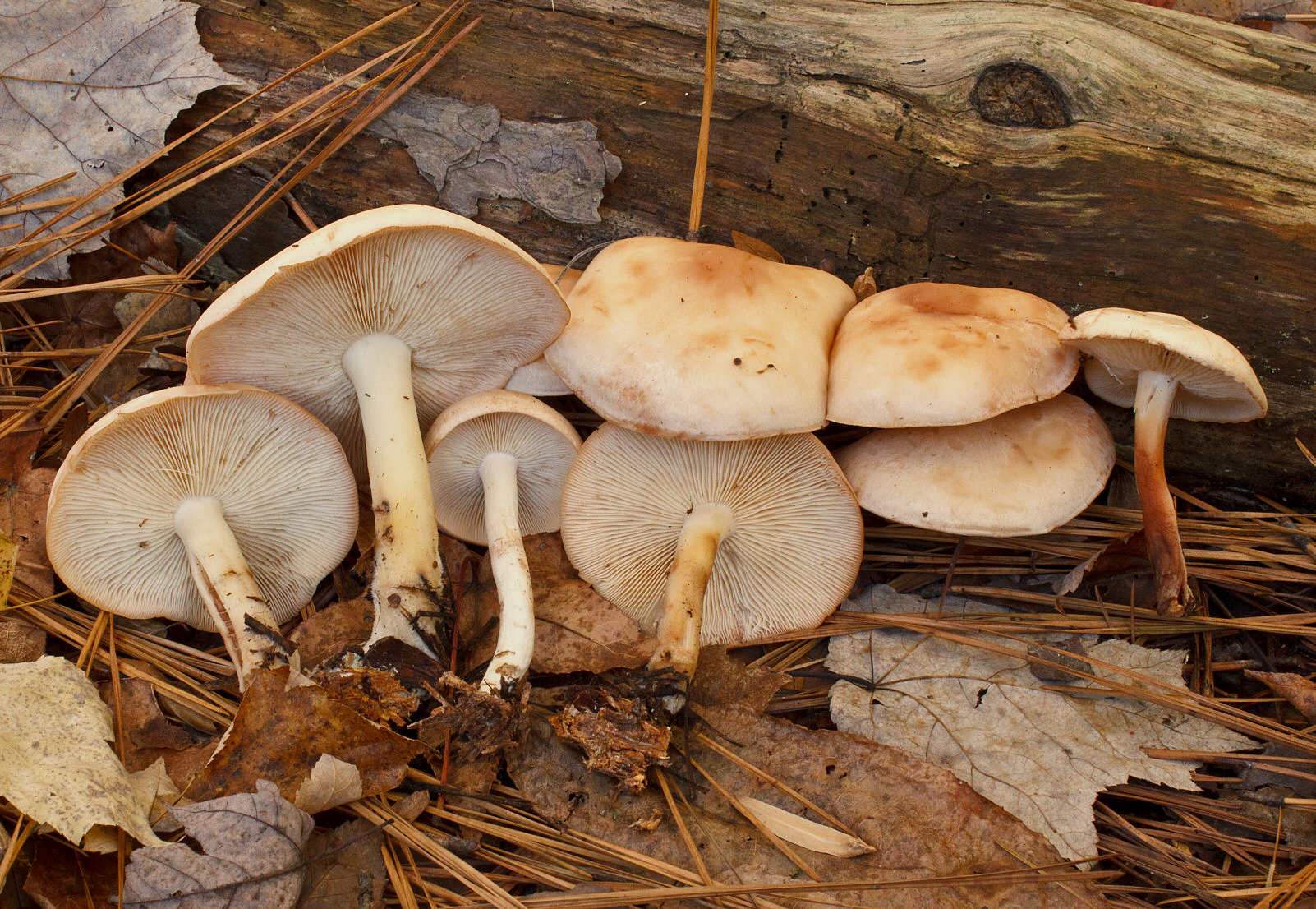
Gefleckter Rübling (Rhodocollybia maculata)
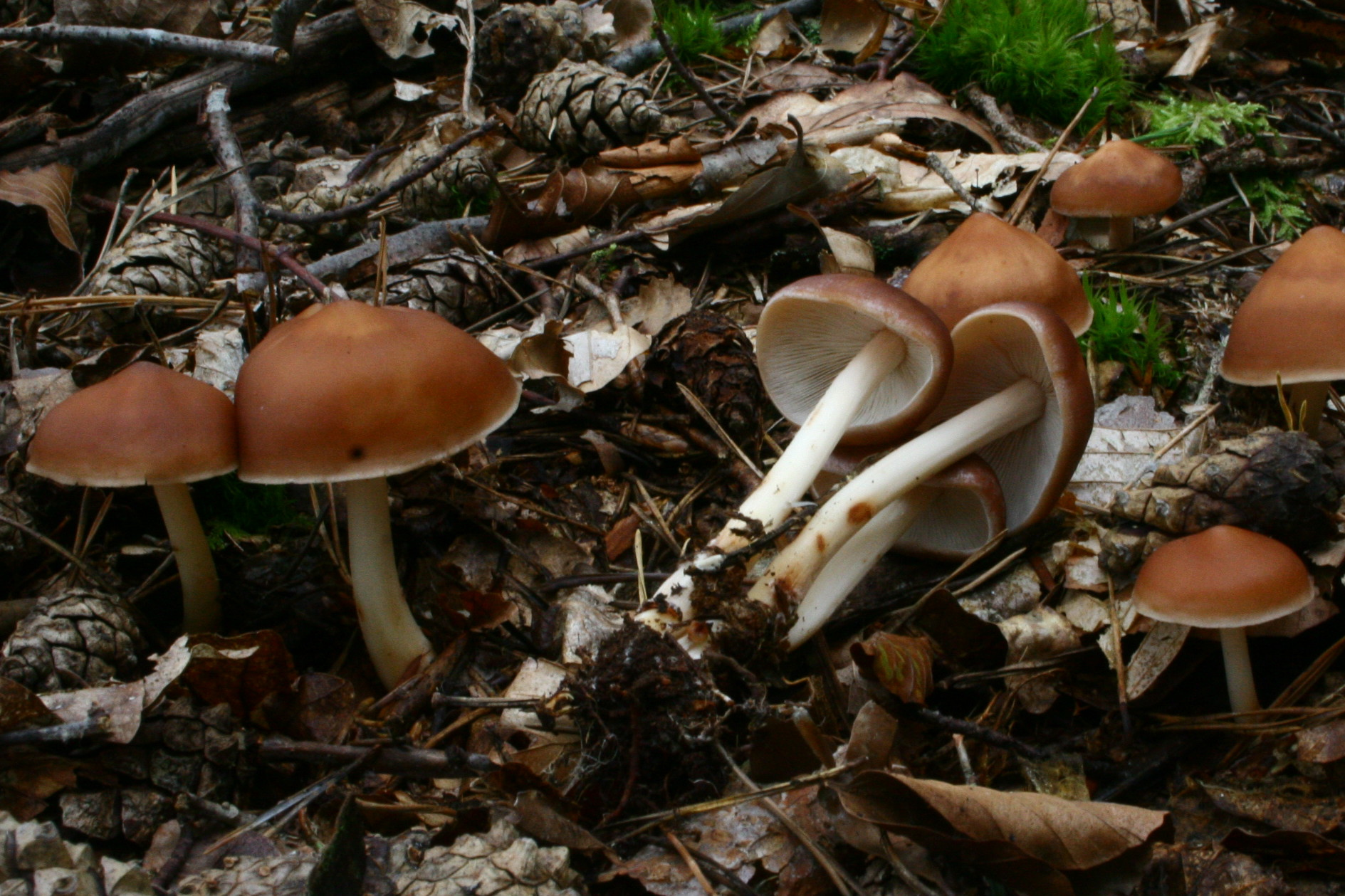
Rhodocollybia prolixa

## Systematik
Die Rosasporrüblinge wurden früher Zeit als Sektion einer großen Gattung der Rüblinge (Collybia) klassifiziert. Die Rüblinge im engen Sinn, Zwergrüblinge genannt (Gattung Collybia s. str.), welche auch makroskopisch und als mykotrophe Arten auch ökologisch wenig Ähnlichkeit mit den kräftigen Vertretern der übrigen ehemaligen Rüblinge zeigen, sind Teil der Familie der Ritterlingsverwandten und damit nicht näher mit den anderen, kräftigen Rüblinge verwandt, was genetische Studien belegen. Die Rüblinge mit kräftigen Fruchtkörpern, die nicht auf Pilzen wachsen, gehören zwar gemeinsam zur Familie der Omphalotaceae, sind aber wiederum in sich polyphyletisch, weshalb sie in mittlerweile vier monophyletische Gattungen aufgetrennt wurden: Connopus, Marasmiellus, Blasssporrüblinge (Gymnopus) und Rosasporrüblinge (Rhodocollybia).

## Verwendung
Die meisten Arten der Gattung sind als Speisepilze unbedeutend. Einige Arten wie der Butter-Rübling (Rhodocollybia butyracea) sind essbar.